# フェリペ・アウグスト・ジ・アウメイダ・モンテイロ
フェリペ（Felipe）ことフェリペ・アウグスト・ジ・アウメイダ・モンテイロ（ポルトガル語: Felipe Augusto de Almeida Monteiro、1989年5月16日 - ）は、ブラジル・モジ・ダス・クルーゼス出身の元サッカー選手。現役時代のポジションはディフェンダー。元ブラジル代表。

## クラブ経歴

### ブラジル時代
2009年にウニオンFCで選手となった。2011年にCAブラガンチーノに移籍し、2012年にはSCコリンチャンス・パウリスタに移籍。FIFAクラブワールドカップ2012では優勝メンバーの一員となった。コリンチャンスでは公式戦通算70試合に出場し、3得点を記録した

### FCポルト
2016年にFCポルトに加入。8月12日のプリメイラ・リーガ開幕戦であるリオ・アヴェFC戦でリーグデビューと同時にFCポルト初出場を果たした。なお、この試合ではイエローカードを受けるも、チームは3-1で勝利を挙げている。23日に行われたチャンピオンズリーグ プレーオフ・ASローマ戦のセカンドレグでは、移籍後初得点を決め、チームのCL出場を助けた。5日後のリーグ戦、スポルティングCPとの大一番ではリーグ初ゴールを決めた。

### アトレティコ・マドリード
2019年5月27日、アトレティコ・マドリードに移籍することが発表された。移籍金は2000万ユーロ。同年8月25日、ラ・リーガ第2節のCDレガネス戦にて88分、トマ・レマルとの途中交代で移籍後初出場を飾った。移籍後初得点は2-0と勝利したUEFAチャンピオンズリーグのグループステージ、FCロコモティフ・モスクワ戦であり、チームの2点目だった。
この2019-20シーズンは、CBに故障者が相次いでいたというチーム事情もあり、リーグ戦25試合に出場して1ゴールを挙げた。翌シーズンはチームが3バックになったことも影響して出場機会が増加し、31試合に出場してリーグ最少失点でのリーグ優勝に貢献した。

### ノッティンガム・フォレスト
2023年1月31日、ノッティンガム・フォレストFCへ移籍し、1年半契約を結んだ。
2023-24シーズン終了後、現役を引退した。

## 代表経歴
2016年3月に2018 FIFAワールドカップ・南米予選のパラグアイ代表戦に挑むブラジル代表メンバーに選出されたが出場は無かった。2018年8月にアメリカ合衆国代表、エルサルバドル代表との親善試合に挑むメンバーにも招集され、12日のエルサルバドル代表戦で代表初出場。